# Língua temne
O temne (também timne ou timmanee) é uma língua nigero-congolesa da subfamília atlântica falada em Serra Leoa por aproximadamente 2 milhões de falantes, mais de 30% da população desse país. O temne também é língua franca de 1 500 000 pessoas vivendo em áreas próximas ao território dos temnes.
O temne é uma língua tonal, sendo uma das línguas indígenas mais faladas em Serra Leoa. O temne está relacionado às línguas baga, faladas na Guiné e ao sherbro falado em Serra Leoa. Os falantes do temne vivem em sua maioria no na Província do Norte e oeste de Serra Leoa (área de Freetown), os falantes do temne também podem ser encontrados nos 12 distritos de Serra Leoa. Também há temnes em diversos outros países da  África Ocidental, como a Guiné e a Gâmbia. Alguns temnes também migraram para o Reino Unido, Estados Unidos e Egito. Muitos dos temnes são educados; pessoas de negócios, fazendeiros e pescadores na costa; o islamismo é a religião dominante.

## Fonologia
O temne é uma língua tonal com quatro tons. Entre as consoantes, timené distingue consoantes dentais e alveolares, mas, de forma incomum, as consoantes dentárias são apicais e as alveolares são laminais (e ligeiramente africadas]), o oposto do padrão geral, embora se encontre também na língua próxima Limba.

### Consoantes
|             |             | Labial | Dental | Alveolar | Palatal | Velar | Glotal |
| ----------- | ----------- | ------ | ------ | -------- | ------- | ----- | ------ |
| Plosiva     | Lênis       | p      | t̪ (~θ) | t        |         | k     |        |
| Plosiva     | Fortis      | b      |        | d        |         |       |        |
| Fricativa   | Fricativa   | f      |        | s        |         |       | h      |
| Africada    | Africada    |        |        |          |         | gb    |        |
| Nasal       | Nasal       | m      | n      |          |         | ŋ     |        |
| Vibrante    | Vibrante    |        |        | r        |         |       |        |
| Lateral     | Lateral     |        |        | l        |         |       |        |
| Aproximante | Aproximante | w      |        |          | j       |       |        |

th pode ser pronunciada como [t̪] ou [θ].

### Vogais

Temne - carta de vogais

|              | Anterior | Média | Posterior |
| ------------ | -------- | ----- | --------- |
| Fechada      | i        |       | u         |
| Meio fechada | e        | ə     | o         |
| Meio aberta  | ɛ        | ʌ     | ɔ         |
| Aberta       |          | a     |           |

## Escrita
O alfabeto temne inclui as seguintes letras e dígrafos:
| a | ʌ | b | d | e | ɛ | ə | f | gb | h | i | k | l | m | n | ŋ | o | ɔ | p | r | s | t | th | u | w |
| A | Ʌ | B | D | E | Ɛ | Ə | F | Gb | H | I | K | L | M | N | Ŋ | O | Ɔ | P | R | S | T | Th | U | W |

Earlier, Ȧȧ was used instead of Ʌʌ

## Amostra de texto
A kom aŋfəm akəpet bɛ ŋa athənånɛ yi råwankom. Ɔwa aŋ ba məmari məthənånɛ. Ɔwa aŋ ba məfith yi təchemp. Chiyaŋ, aŋ yi təkə gbasi aŋkos ŋaŋ mɔ kəpa ŋa təkom.
Tradução
Todos os seres humanos nascem livres e iguais em dignidade e direitos. Eles são dotados de razão e consciência e devem agir uns em relação aos outros em um espírito de fraternidade (artigo 1 da Declaração Universal dos Direitos Humanos)